# Ulla O’Barius
Ulla Marianne O’Barius, tidigare Obbarius Söderbom, född 7 september 1946 i Östersunds församling i Jämtlands län, är en svensk journalist. Hon var tidigare  VD för Svenska handelskammaren i Storbritannien.
Ulla O’Barius har varit lärare och prefekt vid Journalisthögskolan i Göteborg och därefter sedan administrativ redaktionschef vid Göteborgs-Posten. År 1993 flyttade hon till London och arbetade därifrån som korrespondent för nyhetsbyrån Förenade Landsortstidningar, Pressens Tidning och Dagens Medicin. År 1999 blev hon VD för Svenska handelskammaren i London.
Åren 1970–1993 var hon gift med fotografen Lars Söderbom. År 2001 ingick hon äktenskap med journalisten Per Nordangård, som avled 2021.